# Recursos ergogênicos no esporte

## Recursos Ergogenicos
Recursos ergogenicos são substâncias utilizadas para aumentar a resposta fisiológica e melhora do trabalho, podendo ser de natureza psicológica e/ou muscular.
Tais recursos podem favorecer atletas ou esportistas amadores a produzir mais força e potência durante as suas atividades, além de aumentar a concentração e diminuir a fadiga, por exemplo.
Segundo Jonato e colaboradores, os recursos ergogenicos podem ser divididos em dois grupos:
1. Recursos ergogenicos diretos: aqueles que são utilizados para melhorar o desempenho durante o exercício físico. Ex.: creatina e cafeína;
2. Recursos ergogenicos indiretos: aqueles que são utilizados com a perspectiva de promover proteção contra lesão, rápida recuperação tecidual e melhora do perfil anabólico/catabolico do corpo. Ex.: suplementos alimentares

## Exemplos de Recursos Ergogenicos

### Creatina
Suplemento alimentar que tem como objetivo aumentar os estoques de creatina fosfato nas células musculares, favorecendo o aumento da capacidade de trabalho e aumento da força muscular. Sua recomendação para suplementação geralmente acontece de duas formas:
1. Uso de 20g/dia durante 5 a 7 dias;[3]
2. Uso de 3-5g/dia durante determinado período (período esse, determinado pelo nutricionista)[4]

Seu uso pode ter algum aumento do peso corporal, devido à uma possível retenção de líquidos, já que ao entrar na célula muscular, a creatina carrega consigo água.
Há também referências que comprovam um benefício cognitivo com o uso desse suplemento

### Cafeína

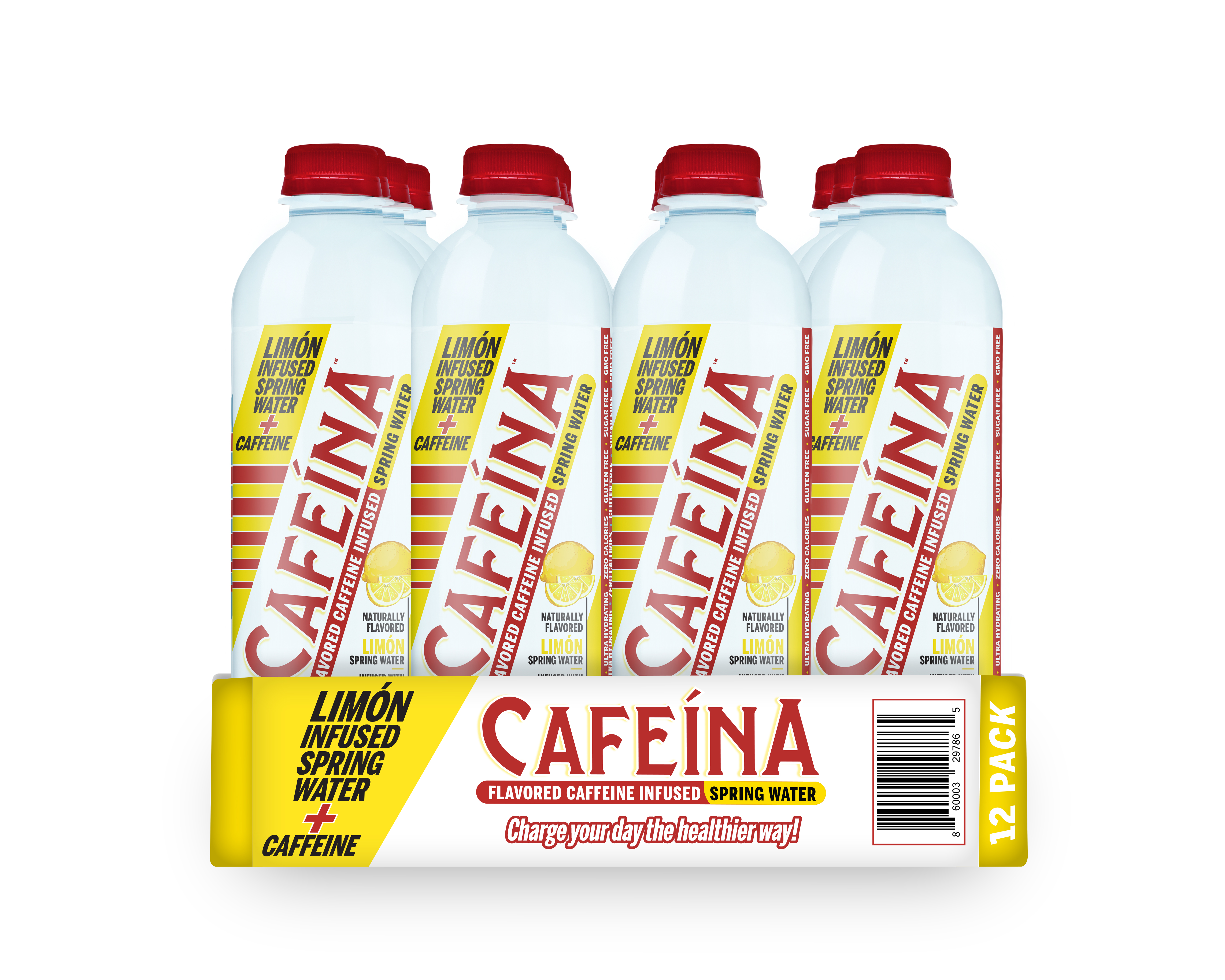
Suplementação de Cafeína

Substância encontrada em cafés e chás e que quando suplementada, reduz a percepção de fadiga e permite que o exercício seja mantido em uma determinada intensidade por tempo prolongado. Além disso, pode aumentar a capacidade de trabalho, e reduzir a percepção subjetiva de esforço e de dor muscular
A molécula é uma antagonista da adenosina, que tem função contrária. Além disso, a cafeína promove liberação de cálcio pelo Retículo Sarcoplasmático
Como efeito colateral, pode causar tremor, ansiedade e aumento da frequência cardíaca
Sua suplementação pode ser feita de duas formas:
1. 3–6 mg/kg de peso corporal em forma de pó ou pílula, 60 minutos antes da atividade;[8]
2. Menos de 3 mg/kg de peso corporal, antes e depois da atividade, em conjunto com carboidrato[9]

### Bicarbonato de Sódio
Suplemento que promove aumento da performance em atividades de alta intensidade e com duração prolongada. Seu efeito é de tamponamento dos íons de H+ decorrentes do metabolismo do exercício físico. Esses íons podem favorecer o aparecimento da fadiga muscular.
Seu uso pode causar efeitos adversos no trato gastrointestinal
O protocolo de uso desse suplemento é:
1. Dose aguda do bicarbonato (0.2-0.4g/kg de peso corporal), 60 a 150 minutos antes do exercício;[10]
2. Diversas pequenas doses, tomadas dentro de um período de 30 a 180 minutos;[11]

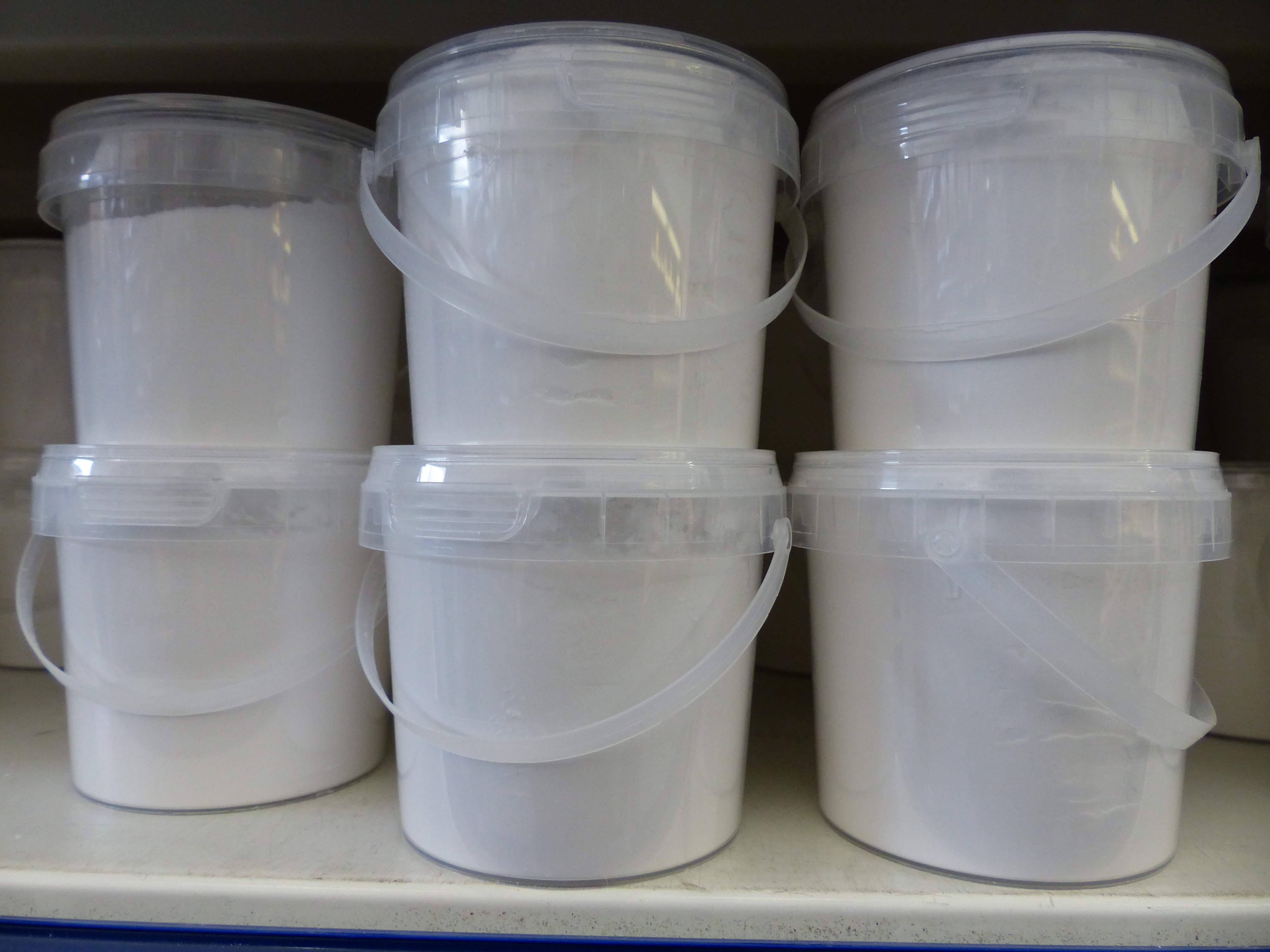
Bicarbonato de sódio

### Beta-Alanina

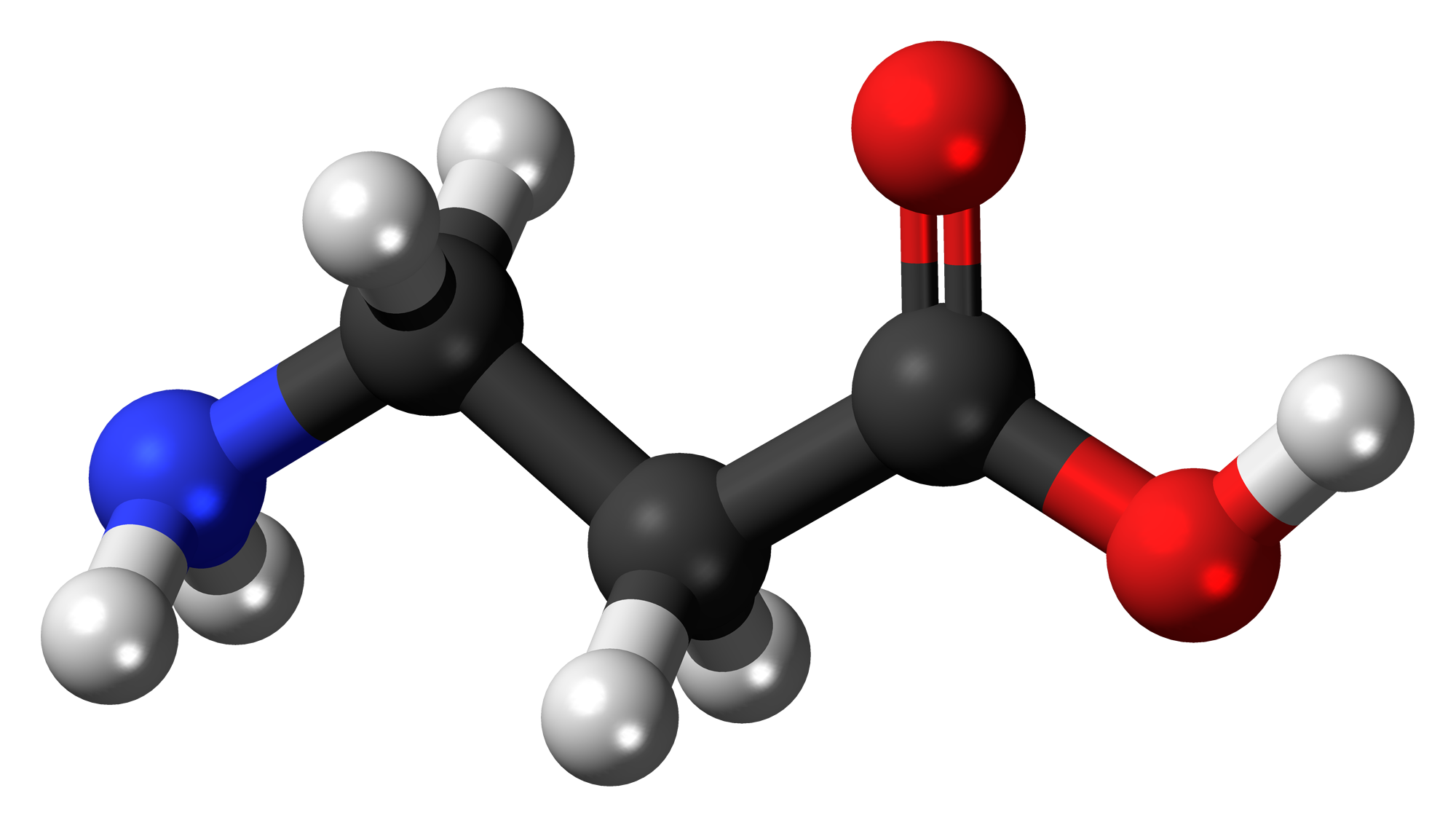
Representação química da Beta Alanina

Suplemento que tem função de tamponamento e que aumenta a performance de atividades que possam ser limitadas pelo equilíbrio ácido/básico da célula muscular (exercícios de alta intensidade que são mantidos entre 60 a 240 segundos), além de aumentar a capacidade de treinamento.
Alguns produtos suplementares que são rapidamente absorvidos pelo corpo podem gerar parestesia.
Seu protocolo de uso consiste em doses por volta de 65 mg/kg de peso corporal, ingeridos em doses menores durante o dia (0.8-1.6g a cada 3-4 horas) durante um período de 10-12 semanas ou 4 semanas de suplementação, com doses entre 4 a 6 gramas

### Nitrato
Substância encontrada em alimentos como espinafre e beterraba e que pode aumentar a tolerância ao exercício, além aumentar a performance em exercícios de característica predominantemente aeróbia, em atletas semi profissionais e amadores. Seu consumo aumenta a concentração de nitrato o que aumenta a produção de ácido nítrico, que é vasodilatador
O alto consumo de nitrato, como através do suco de beterraba, pode causar desconforto estomacal e descoloração da urina
Benefícios agudos são geralmente perceptíveis entre 2 a 3 horas após o consumo de 310 a 360 mg de nitrato
Seu protocolo de uso por uso prolongado (acima de 3 dias) também é benéfico para a performance e pode ser interessante para atletas altamente treinados

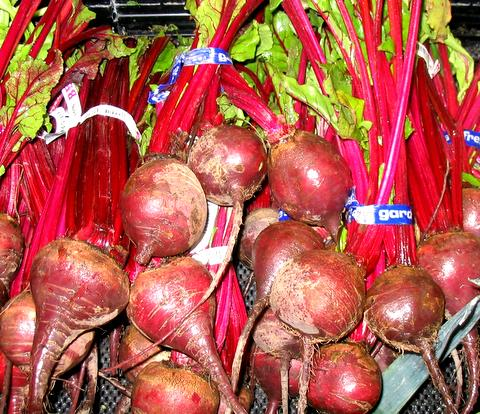
Beterraba, alimento rico em nitrato